# Freeport (Illinois)
Freeport è il capoluogo della contea di Stephenson, Illinois, Stati Uniti. La popolazione era di 26.443 al censimento del 2000. Il sindaco di Freeport è James Gitz, eletto nel 2013.
Vi sono molti parchi. È stata fondata nel 1832, dopo la nascita della contea.
È qua che nacque l'avvocato ed attentatore Charles J. Guiteau.